# Virgen de Altamira
La Virgen de Altamira es una advocación mariana venerada en la ciudad de Miranda de Ebro, provincia de Burgos (Castilla y León, España). Es la patrona de la ciudad y su festividad se celebra el 12 de septiembre. Se la da culto en la iglesia de Santa María de Altamira.

## Historia
La actual talla es una obra realizada en 1980 por el escultor madrileño José Rodríguez para sustituir a la anterior imagen, que a su vez sustituyó a la original, perdida en 1936 en un incendio provocado en vísperas de la guerra civil española, de la que es fiel copia. La imagen responde al modelo de vírgenes góticas del último tercio del siglo XIII y mediados del siglo XIV, representadas en postura sedente y sosteniendo al Niño.
La primitiva imagen era descrita como:

"Señora con tercera mano que le sale del costado izquierdo, con el título de Altamira muy devota y milagrosa, a quien tienen mucha devoción los pueblos circunvecinos, es morenita y se dice fue apacecida en el Castillo de esta Villa."

Una leyenda cuenta que la virgen se encontró en una cueva del cerro La picota en tiempo de la invasión musulmana. Allí se construyó una ermita y fue en 1294 cuando se cita por primera vez la primitiva iglesia de Santa María de Altamira ubicada en lo alto del cerro La Picota.
En 1741 y 1773 se sacó a la Virgen de Altamira en rogativa para evitar que el mal tiempo arruinase las cosechas.
En 2008 la Cofradía de la Virgen de Altamira realizó una réplica de la imagen en poliéster para preservar la original de los actos en la calle y facilitar el traslado. La copia, aunque aparentemente idéntica a la original, tiene una diferencia porque la nueva talla no tiene la corona fija lo que la permite cambiar este elemento por otro de plata.

## Milagros

### La tercera mano
Un joven pastor estaba dando de comer a su rebaño en los prados de La picota cuando un musulmán apresó al chico para obtener información. El joven al ver que su vida corría peligro imploró ayuda a la Virgen de Altamira. En el momento que el musulmán se dispone a matar al chico una mano invisible frenar el brazo ejecutor. Mientras el perro del pastor acudió a la villa a pedir ayuda y de camino a Miranda de Ebro los vecinos realizaron un parón en la ermita de la virgen para dar gracias por el acto. Allí vieron como manaba sangre de una herida en la tercera mano de la Virgen de Altamira.
En otra ocasión los mirandeses fueron a combatir contra el invasor árabe junto a un conde de la zona. Tras la batalla todos los vecinos regresaron con vida, incluido dicho conde que fue atacado con flechas que fueron detenidas gracias a una mano invisible. Al dar gracias a la virgen observaron que en su tercera mano había una flecha clavada.